# Parque nacional Belum Temenggor

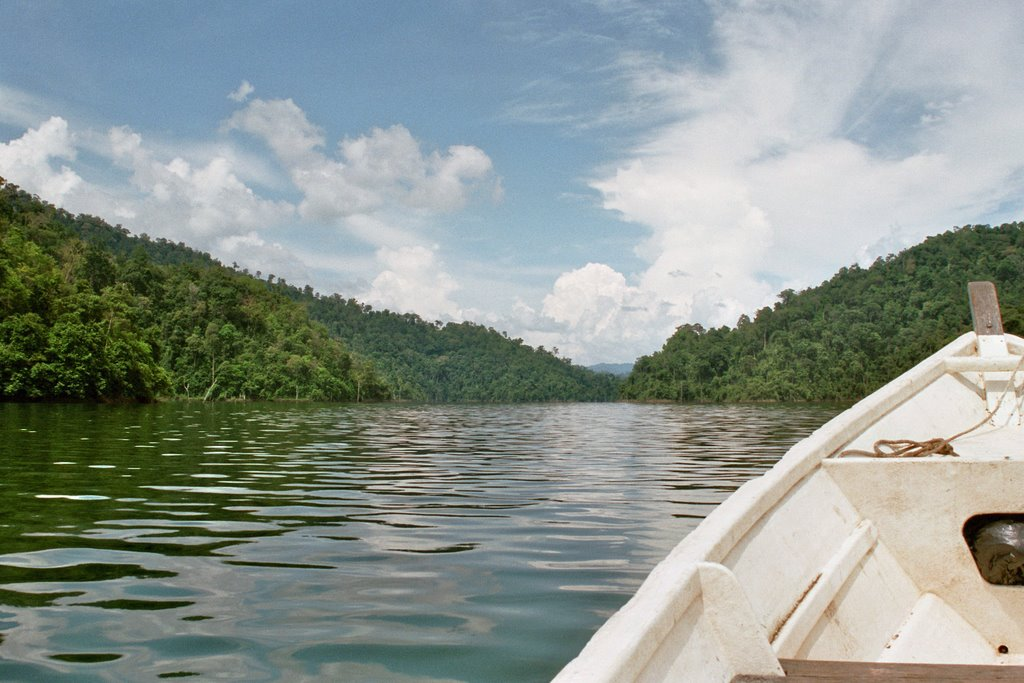
Lago Temenggor, Malaisie

El Parque natural de Belum-Temenggor es el complejo de bosque continuo más grande de la península de Malasia. En concreto, se encuentra en el estado malasio de Perak y se cruza en el sur de Tailandia. El parque de Belum-Temenggor se divide en dos secciones. Belum se encuentra en el norte junto a la frontera con Malasia y Tailandia, mientras Temenggor está al sur de Belum. El Parque del estado Belum no está contenido completamente dentro del complejo forestal.
Se dice que El Parque de Belum-Temenggor ha estado en existencia por más de 130 millones años haciendo de él uno de los bosques más antiguos del mundo, más viejo que tanto el Amazonas y el Congo. En el corazón del bosque se encuentra el lago artificial de Tasik Temenggor, que abarca 15.200 hectáreas y está rodeado de cientos de islas.
La zona ha sido identificada como un área (ESA) Rango Ambientalmente Sensible 1 en virtud del Plan Nacional de Física de Malasia y reconocido por Birdlife International como un Área Importante para las Aves. El gobierno federal de Malasia ha marcado la zona en su conjunto como un área de captación de agua esencial y parte de Selva Spine y planes para proteger el bosque bajo la Ley Nacional de Bosques de Malasia.
A pesar de que, entre los dos, sólo una parte de la Reserva Forestal Belum no ha sido declarada como un parque estatal , mientras que el resto son bosques de producción abierto para el desarrollo. Temenggor en particular, se enfrenta a una considerable deforestación debido a la tala. Las organizaciones ecologistas, como Malasia Naturaleza Sociedad y el Fondo Mundial para la Naturaleza han estado presionando tanto el estado y el gobierno federal para la declaración de la zona como parque. El gobierno del estado de Perak, sin embargo se ha resistido a los esfuerzos citando que la tala proporciona el estado con más de RM 30 millones en ingresos. Sin embargo, el gobierno del estado declaró 1.175 kilómetros cuadrados, que forma parte de la reserva forestal Belum como parque estatal el 3 de mayo de 2007. 
El bosque relativamente al margen de Belum-Temenggor es el hogar de una gran variedad de flora y fauna, incluidos 14 de los mamíferos más amenazados del mundo, como el tigre de Malasia, el elefante asiático , el gibón blanco, el oso de Malasia y el tapir. Otros animales que también deambulan libremente incluyen Seladang (un tipo de búfalo), jabalíes, numerosas especies de ciervos, pitones y cobras. Belum-Temenggor es ideal para los observadores de aves, con más de 300 especies de aves, incluyendo el cálao. Es el único bosque existente donde se puede encontrar todas las 10 especies de cálao que habitan en Malasia que consiste en el cálao coronita, Anorrhinus galeritus, hornbill arrugado, Aceros undulatus, cálao negro, buceros de varios colores orientales, cálao rinoceronte, gran cálao y cálao de casco. En el bosque también se pueden encontrar 3.000 especies de plantas con flores, incluyendo 3 especies de Rafflesia.